# Walter von Wiese und Kaiserswaldau

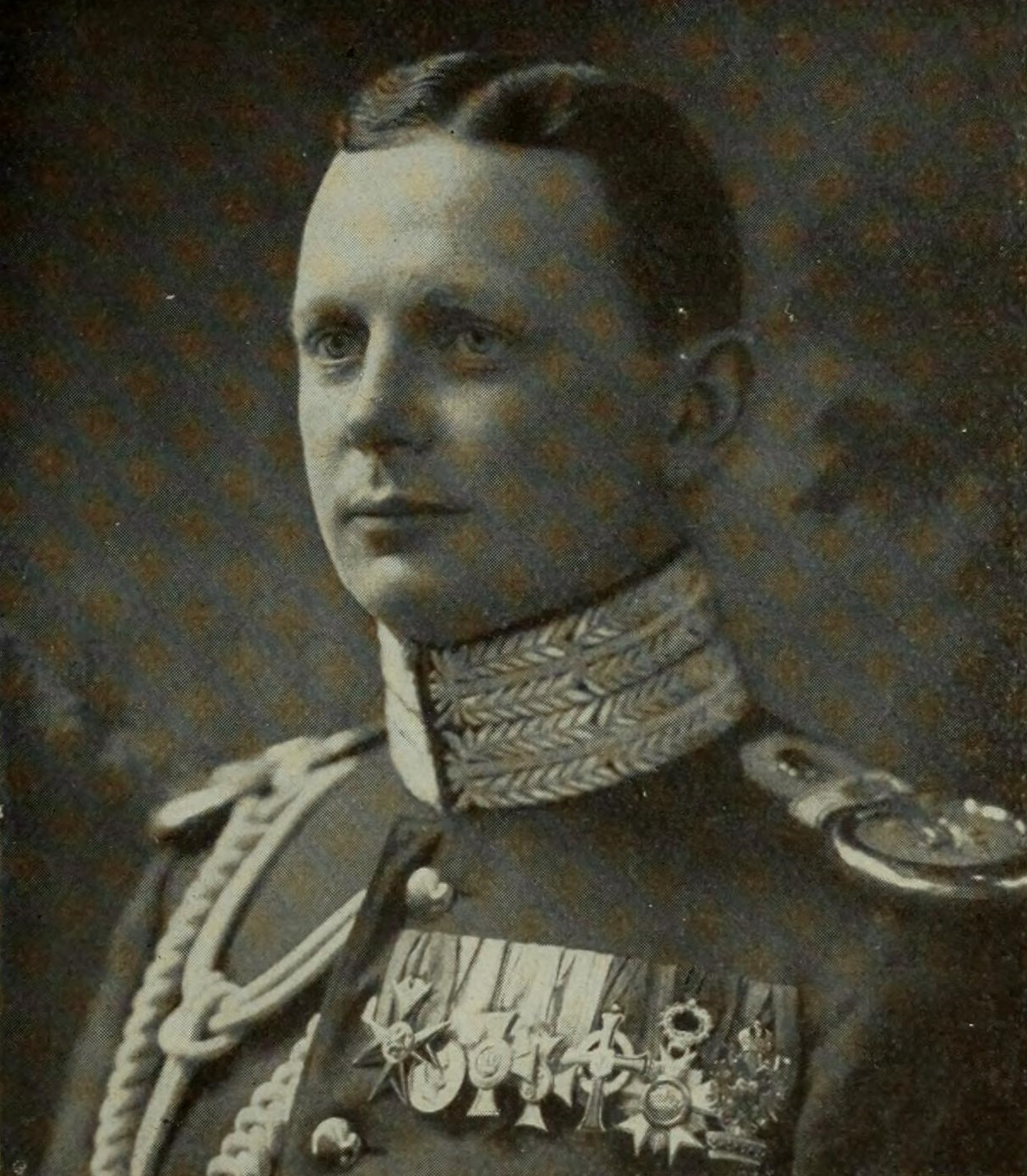
Walter von Wiese und Kaiserswaldau, 1911

Walter (auch Walther) Gustav Erwin von Wiese und Kaiserswaldau (* 12. Februar 1879 in Habelschwerdt; † 1945 in Bautzen) war ein deutscher Offizier, Afrikaforscher und später in der SS aktiv.

## Lebenslauf
Wiese entstammte dem schlesischen Uradelsgeschlecht Wiese und Kaiserswaldau. Er war ein Sohn des preußischen Amtsgerichtsrates Maximilian von Wiese und Kaiserswaldau (1841–1900) und dessen Ehefrau Hedwig, geborene Fischer (1859–1916).
Nach dem Abitur am Gymnasium in Waldenburg trat Wiese am 15. Mai 1897 in das Infanterie-Regiment „von Courbière“ (2. Posensches) Nr. 19 der Preußischen Armee ein. Am 25. November 1898 wurde er zum Leutnant befördert. Von Oktober 1902 bis Juli 1903 war er zum Seminar für Orientalische Sprachen in Berlin und im Anschluss zur Dienstleistung bei der Maschinengewehr-Abteilung Nr. 4 nach Kulm kommandiert. Zum 1. Oktober 1903 schied Wiese aus der Armee aus und wurde einen Tag später in der Schutztruppe für Deutsch-Ostafrika angestellt. 1905/07 kämpfte er gegen den Maji-Maji-Aufstand.
Ab dem 1. Juni 1907 war Wiese zur Verfügung des Herzogs Adolf Friedrich zu Mecklenburg kommandiert und begleitete ihn als militärischer Führer auf dessen wissenschaftlicher Zentralafrika-Expedition in das Gebiet des Zentralafrikanischen Grabens. Wiese hatte den Herzog bereits 1905 kennengelernt, als dieser eine mehrmonatige Safari am Ostufer des Viktoriasees unternommen hatte. Nach der Rückkehr trat Wiese zum 31. Oktober 1908 aus der Schutztruppe aus und wurde darauf unter Beförderung zum Oberleutnant im Großherzoglich Mecklenburgischen Grenadier-Regiment Nr. 89 angestellt. Am 6. Januar 1910 wurde er erneut Adolf Friedrich zu Mecklenburg als persönlicher Adjutant unterstellt und begleitete diesen, nun auch als Ethnograph, auf dessen zweiter Afrika-Expedition, die zum Tschadseebecken und zu den nördlichen Kongozuflüssen führte. Wiese führte hierbei die Zweigexpedition zum Ubangi und reiste dann, vermutlich ohne weitere europäische Begleiter, zu politischen und ethnographischen Zwecken durch drei Sultanate entlang des Mbomou-Flusses und in der Folge bis zum Nil (in den heutigen Sudan). Letzte Berichte übersandte Wiese dem Herzog am 2. März 1911 aus Mobaye. Anschließend reiste Wiese weiter nach Ägypten, wo er Johann Hermann Schubotz, einen weiteren Teilnehmer der Expedition, wiedertraf. Von dort aus kehrte er nach Deutschland zurück und beteiligte sich in der Folge an der Ausarbeitung des Werks Vom Kongo zum Niger und Nil. Bericht der zweiten deutschen Zentralafrika - Expedition des Herzogs Adolf Friedrich zu Mecklenburg. Das Werk erschien 1912 und wurde von Wiese auch wesentlich editiert.

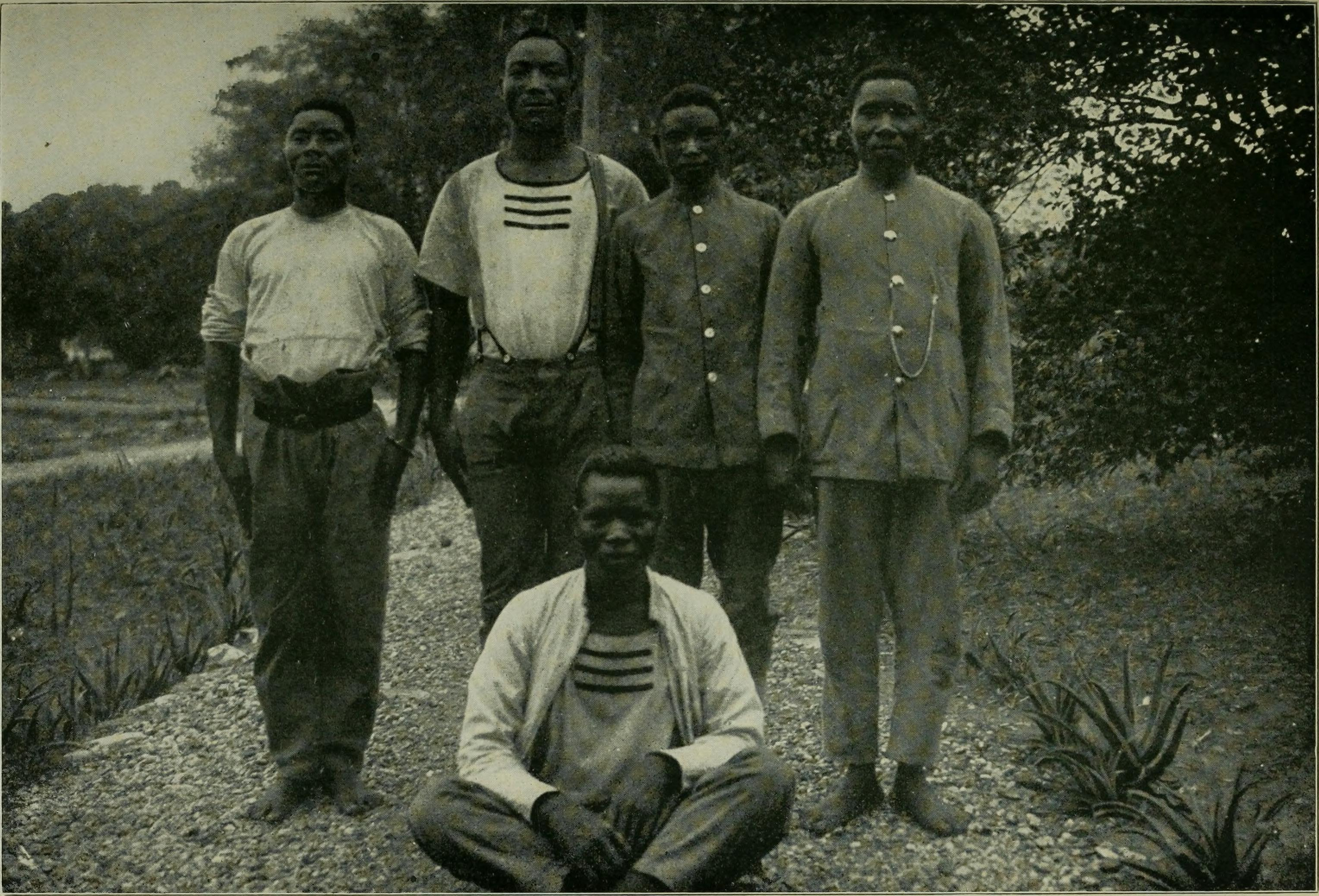
Begleiter während der Reise vom Ubangi zum Nil.

Am 1. Oktober 1912 wurde Wiese, nun als Hauptmann, zum Stab des 1. Garde-Regiments zu Fuß versetzt. Am 1. Oktober 1913 übernahm er als Chef die 10. Kompanie. In dieser Dienststellung erlebte er den Kriegsausbruch 1914. Am 5. Dezember 1914 wurde Wiese bei Bogdanowo verwundet. Ab dem 15. Juni 1916 war Wiese dann als Kompaniechef an die Unteroffizierschule nach Potsdam kommandiert. Am 4. Oktober 1916 erfolgte die Kommandierung in die Türkei, wo Wiese ab dem 5. November im Stab des deutschen Militärbevollmächtigten in Konstantinopel tätig war.
Am 10. Juli 1917 kehrte Wiese in das Ersatz-Bataillon des 1. Garde-Regiments zurück und war anschließend bis nach Kriegsende in mehreren Verwendungen tätig. Er wurde am 31. März 1920 als Major aus dem Militärdienst verabschiedet und lebte danach in Potsdam.
Zur Zeit des Nationalsozialismus engagierte sich Wiese stark für diesen Machtapparat und trat sowohl der NSDAP (Mitgliedsnummer 2.504.018) als auch der SS (Mitgliedsnummer 276.330) bei. Am 9. November 1937 erfolgte seine Beförderung zum SS-Standartenführer. Danach gab es nach den SS-Dienstalterslisten keine Beförderungen mehr. Ende Dezember 1938 trat der SS-Führer weisungsgemäß aus dem Johanniterorden aus, wo er seit 1922 als Ehrenritter und 1935 als Rechtsritter in der Brandenburgischen Provinzialgenossenschaft organisiert war.
Im Zweiten Weltkrieg wurde Wiese, wohl aufgrund seines Alters, nicht aktiv eingesetzt. Bei Kriegsende war er zum Stab des SS-Abschnitts XXIII („Brandenburg“) im Oberabschnitt Spree mit Sitz in Berlin kommandiert. Ob er dort in Kriegsgefangenschaft geriet, ist ungewiss. Er starb 1945 im sowjetischen Internierungslager in Bautzen.

## Familie
1915 heiratete Walther von Wiese und Kaiserswaldau Martha Woermann, eine Tochter der bekannten Hamburger Reederfamilie C. Woermann. Das Ehepaar hatte zwei Söhne, Adolf Friedrich (1918) und Ulrich (1921), beide in Potsdam geboren.

## Werke (Auswahl)
- Herzog Adolf Friedrich zu Mecklenburg: Vom Kongo zum Niger und Nil. Bericht der deutschen Zentralafrika-Expedition. 1910/1911. Band 1, F. A. Brockhaus, Leipzig 1912. Digitalisat. Band 2 Digitalisat (Mitarbeit und Lektorat). Englischsprachiges Reprint New York 1969. DNB